# Farges

Farges este o comună în departamentul Ain din estul Franței.